# Jennings Lodge
Jennings Lodge is een plaats (census-designated place) in de Amerikaanse staat Oregon, en valt bestuurlijk gezien onder Clackamas County.

## Demografie
Bij de volkstelling in 2000 werd het aantal inwoners vastgesteld op 7036.

## Geografie
Volgens het United States Census Bureau beslaat de plaats een oppervlakte van 4,5 km², waarvan 4,2 km² land en 0,3 km² water.

## Plaatsen in de nabije omgeving
De onderstaande figuur toont nabijgelegen plaatsen in een straal van 4 km rond Jennings Lodge.